# حنان طبق
حنان طبق هي كاتبة، رسامة ومهندسة مصريّة. صدرت لحنان عددٌ من الكتيّبات الخاصَّة بالأطفال وعددٌ من الروايات ولعلَّ أبرز أعمالها رواية «مدينة الاشقياء» القصيرة وكذا روايةُ «كعكة أبي» فضلًا عن رواية «الأميرة بانة» وهي الأخرى رواية قصيرة تهمُّ الأطفال كما صدر لها روايةُ «مندالا» وهي روايةٌ طويلةٌ تحدثت فيها عن الرمز مندالا، وهي ام لثلاثة اطفال[بحاجة لمصدر].

## المسيرة المهنيّة
صدر لحنان طبق عن دار نهضة مصر في 40 صفحة كتاب «مدينة الأشقياء» الذي تتحدث فيه حنان عن الطفل صهيب ذي السنوات الثماني بعد أن تم نقله إلى مدرسة جديدة وأصبح عصبي المزاج صعب المراس حتى والداه أصابهما الحزن من مسلكه، فتروي ماذا حدث له وكيف عاد ابنًا بارًا بوالديه. أحد أشهر أعمال الكاتبة كانت رواية «كعكة أبي» التي صدرت عن دار الحدائق للطباعة والنشر والتوزيع في 24 صفحة فقط وتحكي فيها حنان طبق كيف تفتت قطع الكعك وتبعثرت الكريما والفواكه على الأرض حينما شعرَ سليم وسليمة بصدمة كبيرة، لكنهما صمما على معالجة الموقف فتروي كيف ينجحان في إعداد كعكة بديلة لوالدهما ومن ساعدهما في ذلك.
للكاتبة أيضًا روايةُ «الأميرة بانة» وهي الروايةُ التي صدرت عن دار أصالة للطباعة والنشر والتوزيع في نحو 23 صفحة فقط وتناولت فيها الكاتبة قصّة الأميرة بانة كما حمل العنوان. تبعَ هذه الرواية كتابٌ طويلٌ بعنوان «مندالا» عن كلمات للنشر والتوزيع في 152 صفحة. تقولُ حنان طبق عن أنَّ مندالا ليس اسم بطلة هذه الرواية، وإنّما هي أيقونةٌ ترمز بتناظر شكلها إلى الكون، وتُؤكّد أن شكلها كان شائعًا كرمز دينيّ تعبّديّ، ثمَّ صار رمزًا في العلوم الحديثة والفلسفة والفنون، وفي هذه الرواية التي بطلتها “مليكة”، كانت «مندالا» حرزها المكين الذي رافقها في رحلة كونيّة مذهلة للإجابة على عددٍ من التساؤلات بينها إمكانيّة العيش في زمن أحفاد الأحفاد وهم لم يأتوا بعد أو العيش في زمن آباء الآباء والبطل لم يُولد بعد.

## قائمة أعمالها
هذه قائمةٌ بأعمال الكاتبة حنان طبق:
- مدينة الاشقياء
- كعكة أبي
- الأميرة بانة
- مندالا